# 関川太郎
関川 太郎（せきかわ たろう、1986年6月3日 - ）は、日本の俳優。MAXSTAR所属。

## プロフィール
- 身長　181cm
- 血液型　A型
- 出身地　千葉県
- 出身校

## 出演

### テレビ
- 花より男子 （2005年、TBS） - 田中剣太 役
- 花より男子2 （2007年、TBS） - 田中剣太 役

### 映画
- 君はまだ、無名だった。（2005年） - 馬淵昌弘 役
- 青空のゆくえ（2005年） - 関川 役
- 初恋（2006年）
- キトキト!（2007年）
- 魂萌え!（2006年）
- 幸福な食卓（2007年） - 岡本 役
- 短編映画「そよ風ふいた」（2007年） -主演　たけし 役

　福井映画祭2008　特別賞/釜山国際映画祭2008　ワイドアングル部門正式上映作品
- 60歳のラブレター（2009年）
- 短編映画「夏色のコラール」（2010年） -主演　浜田 役

　札幌短編国際映画祭2011上映作品
- 我が家のなす模様2011年製作　311仙台短篇映画祭映画制作プロジェクト作品『明日』

　キネカ大森／ポレポレ東中野／下北沢トリウッドにて劇場公開
　仙台短篇映画祭2011　上映
　なら国際映画祭 PRE FIESTA （プリ・フィエスタ）2011　上映
　水戸短編映像祭　上映
　山形国際ドキュメンタリー映画祭2011　上映
　TAMAシネマフォーラム　上映/恵比寿映像際　上映
　ニッポンコレクション（ドイツ、フランクフルト）　上映
　プチョン国際ファンタスティック映画祭（韓国）　上映
　その他上映映画祭多数
- 生きない（2023年）[1]

### ショートムービー
- Got only knows
- auミニッツストーリー
  - はじめてのラブレター
  - 恋の手ほどき
  - メガネクリスマス
  - メガネクリスマス
- blue fish - 高山雄一 役

### 舞台
- ハルちゃん（2006年） - 米田利治 役
- ONEOR8　莫逆の犬（2008年）
- 「問わず語り」
- 劇団幕星　俺が読む哲学の嘘（2015年）-櫻井役
- 「MICOSHI的なるものをめぐって」（2016年3月4日〜3月6日）
- 「Bスタジオを封鎖せよ!・改」作・演出　檜山豊　 （2016.5.11〜15）上野ストアハウス
- O-keyプロデュース「色即是空サイキック」作・演出：坂田鉄平(2016年6月28日〜7月4日)　新宿シアターブラッツ
- 劇団チキンハート プロデュース公演vol.7「an×an」「名前はまだない」 作・演出　いけてるまさ(2016年7月　26日〜8月1日)　中野スタジオあくとれ
- ふくふくや第17回公演「カランのコロン」脚本：竹田新　演出：司茂和彦（2016年9月28日〜10月9日）　下北沢駅前劇場

### CM
- 松下電器産業 シアター 「音楽空間」篇（2005年）
- ACジャパン（当時の団体名は公共広告機構）「車内は部屋ではありません。」篇（2006年7月-2007年6月）
- スパイクPS3「侍道4」（2011年2月〜）
- スパイクPSP「ガチトラ！」（2011年4月〜）

### DVD
- くりぃむレモン（200x年） - 伊川流太 役
- ARMS（2005年） - 高槻涼 役
- 心霊写真奇譚「思い出のポラロイド」（200x年） - 沢田 役

### ミュージックビデオ
- SEAMO「マタアイマショウ」
- angela「Peace of mind」
- フジファブリック「Birthday」
- 少年カミカゼ「SAKURA re CAPSULE」
- 槇原敬之「君の後ろ姿」
- カラーボトル「サヨナラ」
- DEEN「Celebrate」
- 鈴村健一「ミトコンドリア」
- ジャンク フジヤマ「あの空の向こうがわへ」